# Anomis xylina
Anomis xylina är en fjärilsart som beskrevs av Thomas Say 1828. Anomis xylina ingår i släktet Anomis och familjen nattflyn. Inga underarter finns listade i Catalogue of Life.